# Ahmed Mohammed Yassin
Ahmed Mohammed Yassin (arabe : أحمد محمد يس) est un homme politique soudanais qui a été membre de l'organisme collectif à la tête de l'État soudanais, le premier Conseil de souveraineté soudanais, de 1955 à 1958.

## Biographie
Yassin est né à Omdurman en 1913. Il rejoint le département d'ingénierie du Gordon Memorial College (aujourd'hui l'Université de Khartoum). Il participe au collège à la première grève à la suite de la décision du gouvernement de mettre en œuvre une réduction des salaires des diplômés. Il obtient son diplôme en 1932 et il est envoyé grâce à une bourse à la Military Survey School au Royaume-Uni. Il travaille ensuite au sein de la Sudanese Survey Authority entre 1933 et 1953.
Yassin est élu membre du Congrès général des diplômés et il est choisi comme secrétaire adjoint et secrétaire culturel entre 1936 et 1943. Il est également choisi comme membre du Comité préparatoire du Congrès général des diplômés en 1937.
Yassin est l'un des fondateurs du Parti de la Fraternité républicaine (en) et du Parti unioniste national (en). Il devient président de l'Assemblée nationale du Soudan après avoir battu Ahmad Muhammad Salih par 34 voix contre 14,.

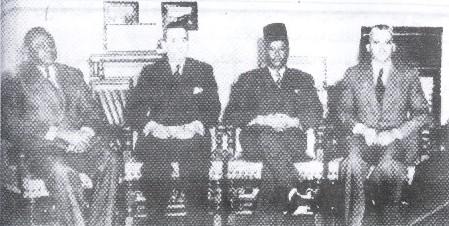
Le premier Conseil de souveraineté soudanais (sans compter Ahmad Muhammad Salih), de droite à gauche : Yassin, Dardiri Mohammed Osman, Abd al-Fattah Muhammad al-Maghribi et Siricio Iro Wani.

Le Soudan obtient son indépendance le 1er janvier 1956 du régime de condominium anglo-égyptien, avec un système de gouvernement présidentiel, un Conseil de souveraineté soudanais de cinq membres et un système parlementaire,,. Le Conseil de souveraineté est formé et comprend : Ahmad Muhammad Salih, Yassin, Dardiri Mohammed Osman, Abd al-Fattah Muhammad al-Maghribi et Siricio Iro Wani. Le Premier ministre est Ismail al-Azhari jusqu'au 5 juillet 1956, suivi d'Abdallah Khalil jusqu'au 17 novembre 1958.
Le premier Conseil de souveraineté soudanais prend fin le 17 novembre 1958 lorsque le général Ibrahim Abboud prend le pouvoir lors d'un coup d'État militaire (en). Ibrahim Abboud assume la présidence et le conseil esté dissous, entraînant un changement dans la structure de gouvernance du Soudan, passant d'un système parlementaire à un régime militaire.
Après le coup d'État, Yassine préside la Commission du Conseil central pour le Sud, chargée d'examiner les causes de la première guerre civile soudanaise et l'essence de la « question du Soudan du Sud »  en général, et de proposer des réformes,.